# Nevető almák (dal)
A Nevető almák című dal Magay Klementina táncdalénekesnő 1968-ban megjelent dala, melyet a köztudat csak "Almát eszem"-ként ismer. A dal később Mary Zsuzsi nevével forrt össze.

## Előzmények
A dal szövegét Huszár Erika írta, aki kellően rámenős volt ahhoz, hogy megkérje Payer Andrást, hogy írjon a dalszövegre zenét. Egyszerűen megszerezte a címét, és ismeretlenül becsengetett hozzá. A dal elkészült, azonban Erika ragaszkodott hozzá hogy Klementina énekelje el, így a Magyar Rádióban először az Atlas együttessel vették fel a dalt, majd később a MHV stúdiójában az Omega együttessel. Azért esett a Magyar Hanglemezgyártó Vállalatnak az Omegára a választás, mert Kóborék már abban az időben nagy sztárok voltak, és úgy gondolták, hogy a nevükkel könnyebb lesz eladni a kislemezt, és természetesen a szerzőknek is érdekük állt ebben. 
Először haknikon kezdték el játszani, majd berobbant, és a rádió egyre-másra játszotta a dalt. Így lett sláger. A kislemezből több mint 80.000 példányt adtak el.

## Korabeli videoklip
A dalhoz természetesen jóval később készült televíziós felvétel is, melyet egy építőtáborban forgattak almaszedés közben. Az énekesnő csak imitálta az almaszedést éneklés közben. A rendező nem nagyon utasította őt, hogy mit csináljon, azt tehette, amihez kedve volt, így mindössze annyi instrukciót kapott, hogy a dal egy pontján az egyik ládából a másikban öntse át az almákat.

## Megjelenés
7" kislemez  Qualiton SP 460  
- A		Nevető Almák 1:52  (Huszár Erika - Payer András)
- B		Soha Nem Késő (Es Ist Nie Zu Spät) 2:55  (Hoffmann Ödön - Siegfried Osten - Wolfram Schöne)

 közreműködött: Omega együttes 